# Bandits: Phoenix Rising
Bandits: Phoenix Rising är ett racingspel utvecklat av Grin och släpptes i oktober 2002 till Microsoft Windows. Bandits utspelar sig i en framtida postapokalyptisk ödemark där spelaren framför tungt beväpnade fordon. Handlingen följer Rewdalf och Fennec i deras kamp för rikedom och överlevnad genom olika typer av uppdrag.
Spelet portades senare till Linux.

## Mottagande
| Mottagande              | Mottagande    |
| Samlingsbetyg           | Samlingsbetyg |
| Tjänst                  | Betyg         |
| ----------------------- | ------------- |
| Metacritic              | 73/100        |
| Recensionsbetyg         |               |
| Publikation             | Betyg         |
| FZ                      | [ 6 ]         |
| Gamespot                | 7/10          |
| Gamespy                 | [ 8 ]         |
| Gamezone                | 8/10          |
| IGN                     | 7.2/10        |
| PC Gamer US             | 74%           |
| PC Zone                 | 35%           |
| X-Play                  | [ 12 ]        |
| Computer Gaming World   | [ 13 ]        |
| Computer Games Magazine | [ 14 ]        |

Spelet mottog ett blandat betyg enligt betygsamlartjänsten Metacritic.